# ال سوبرانته، شهرستان ریورساید، کالیفرنیا
ال سوبرانته (به انگلیسی: El Sobrante) یک منطقهٔ مسکونی در ایالات متحده آمریکا است که در شهرستان ریورساید، کالیفرنیا واقع شده‌است. ال سوبرانته ۱۸٫۶۷۶ کیلومتر مربع مساحت و ۱۲٬۷۲۳ نفر جمعیت دارد و ۳۹۱٫۰۶ متر بالاتر از سطح دریا واقع شده‌است.